# Sophronia
Sophronia är ett släkte av fjärilar som beskrevs av Jacob Hübner 1825. Sophronia ingår i familjen stävmalar, Gelechiidae.

## Bildgalleri

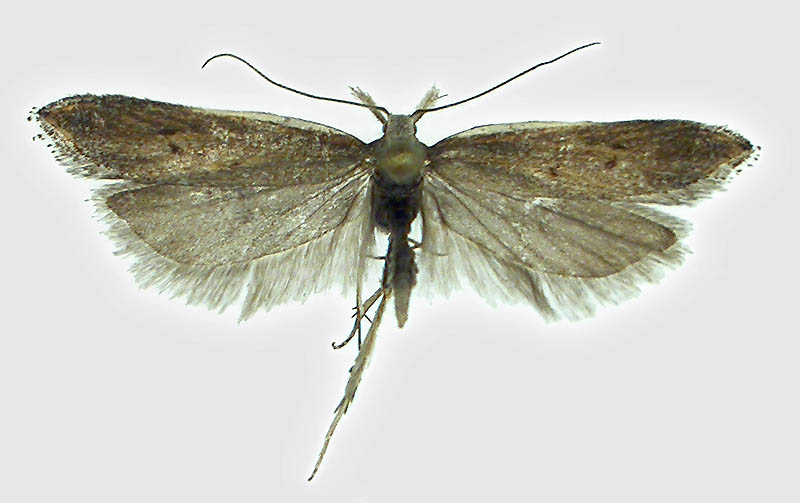

## Dottertaxa tillSophronia, i alfabetisk ordning[1][2]
| Sophronia acaudella      |  |                        |  |  |
| Sophronia alaicella      |  |                        |  |  |
| Sophronia aquilex        |  |                        |  |  |
| Sophronia ascalis        |  |                        |  |  |
| Sophronia catharurga     |  |                        |  |  |
| Sophronia chilonella     |  | Dubbelstreckad näbbmal |  |  |
| Sophronia consanguinella |  |                        |  |  |
| Sophronia cosmella       |  |                        |  |  |
| Sophronia curonella      |  |                        |  |  |
| Sophronia exustella      |  |                        |  |  |
| Sophronia finitimella    |  |                        |  |  |
| Sophronia gelidella      |  | Fjällnäbbmal           |  |  |
| Sophronia grandii        |  |                        |  |  |
| Sophronia humerella      |  | Bågstreckad näbbmal    |  |  |
| Sophronia illustrella    |  |                        |  |  |
| Sophronia marginella     |  |                        |  |  |
| Sophronia mediatrix      |  |                        |  |  |
| Sophronia parahumerella  |  |                        |  |  |
| Sophronia primella       |  |                        |  |  |
| Sophronia roseicrinella  |  |                        |  |  |
| Sophronia sagittans      |  |                        |  |  |
| Sophronia santolinae     |  |                        |  |  |
| Sophronia semicostella   |  | Rakstreckad näbbmal    |  |  |
| Sophronia sicariella     |  | Sikelstreckad näbbmal  |  |  |
| Sophronia teretracma     |  |                        |  |  |